# HMS Raglan
«Реглан» (англ. HMS Raglan) — монітор типу «Еберкромбі» Королівського флоту у Першу Світову війну, потоплений під час битви при Імбросі у січні 1918 року.

## Побудова
3 листопада 1914 фірма Бетлехем Стіл запропонувала Вінстону Черчиллю, тоді першому Лорду Адміралтейства, використати вісім 14 дюймових (356 міліметрових) гармат, які призначалися для грецького лінкора «Саламіс». Через війну ці гармати не могли бути доправлені у Німеччину, де будували цей корабель.  Королівський флот негайно розробив проєкт  моніторів, призначених для обстрілу узбереж.

## Служба

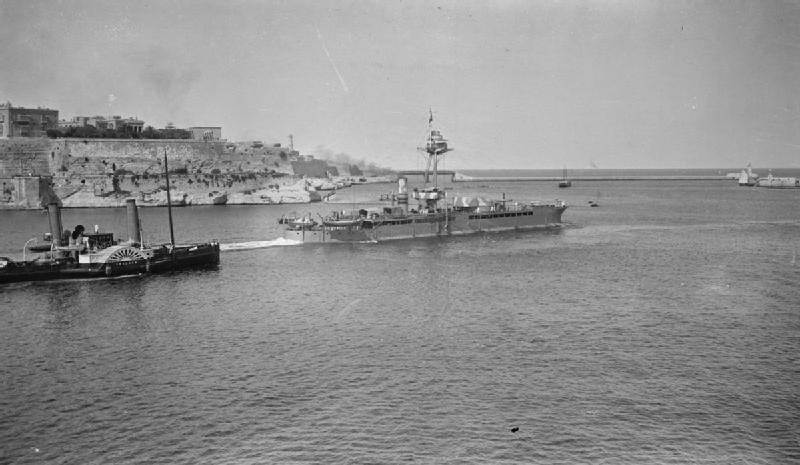
«Реглан» вирушає з Мальти на Бріндізі під час Першої світової війни

«Реглан» відплив до Дарданелл у червні 1915 року. Корабель залишився у Східному Середземномор'ї, оперуючи з бази на острові Імброс.
29 жовтня «Реглан» взяв участь у третій битві при Газі.
З 20 січня 1918 року у той час як лінійні кораблі «Агамемнон» та «Лорд Нельсон» були відсутні, «Реглан» та інші кораблі Егейської] ескадри зазнали нападу з боку турецького лінійного крейсера «Явуз Султан Селім» (колишній німецький SMS Goeben), легкого крейсера "Midilli (раніше німецький легкий крейсер SMS   Breslau) і чотирьох есмінців. «Реглан» було потоплено, загинуло 127 членів екіпажу. Також було потоплено менший монітор M28. «Midilli» та «Явуз Султан Селім» налетіли на мінне поле під час відступу. «Midilli» затонув, а «Явуз Султан Селім» був сильно пошкоджений.